# Marcipa liberta
Marcipa liberta là một loài bướm đêm trong họ Erebidae.